# Hip-hop britannique
Sous-genres
Oldschool jungle
Genres dérivés
Trip hop
Le hip-hop britannique est un genre musical et une culture recouvrant différents styles originaires d'Écosse, d'Angleterre, du Pays de Galles et d'Irlande du Nord (le Royaume-Uni). Il est généralement classé dans le genre de musique urban. Le hip-hop britannique est influencé par le dub/toasting présenté au Royaume-Uni par les immigrés jamaïcains dans les années 1960 et 1970.

## Histoire

### Origines
Les grandes compagnies de disques locales commencent à s'intéresser au hip-hop dans les années 1980, mais le genre redevient underground dans les années 1990 après un déclin significatif. Au milieu des années 1990, le hip-hop au Royaume-Uni se diversifie par la suite - il se mêle souvent à différents autres genres à part entière, comme le trip hop et commence à s'exporter vers les marchés américains. Knowledge est le premier rappeur anglais connu selon le Black Echoes Magazine de janvier 1980. Des rappeurs britanniques tentent de développer un style plus concentré sur leurs origines (la langue en particulier) - Rodney P de London Posse, par exemple, choisit délibérément d'utiliser l'accent londonien.

### Débuts

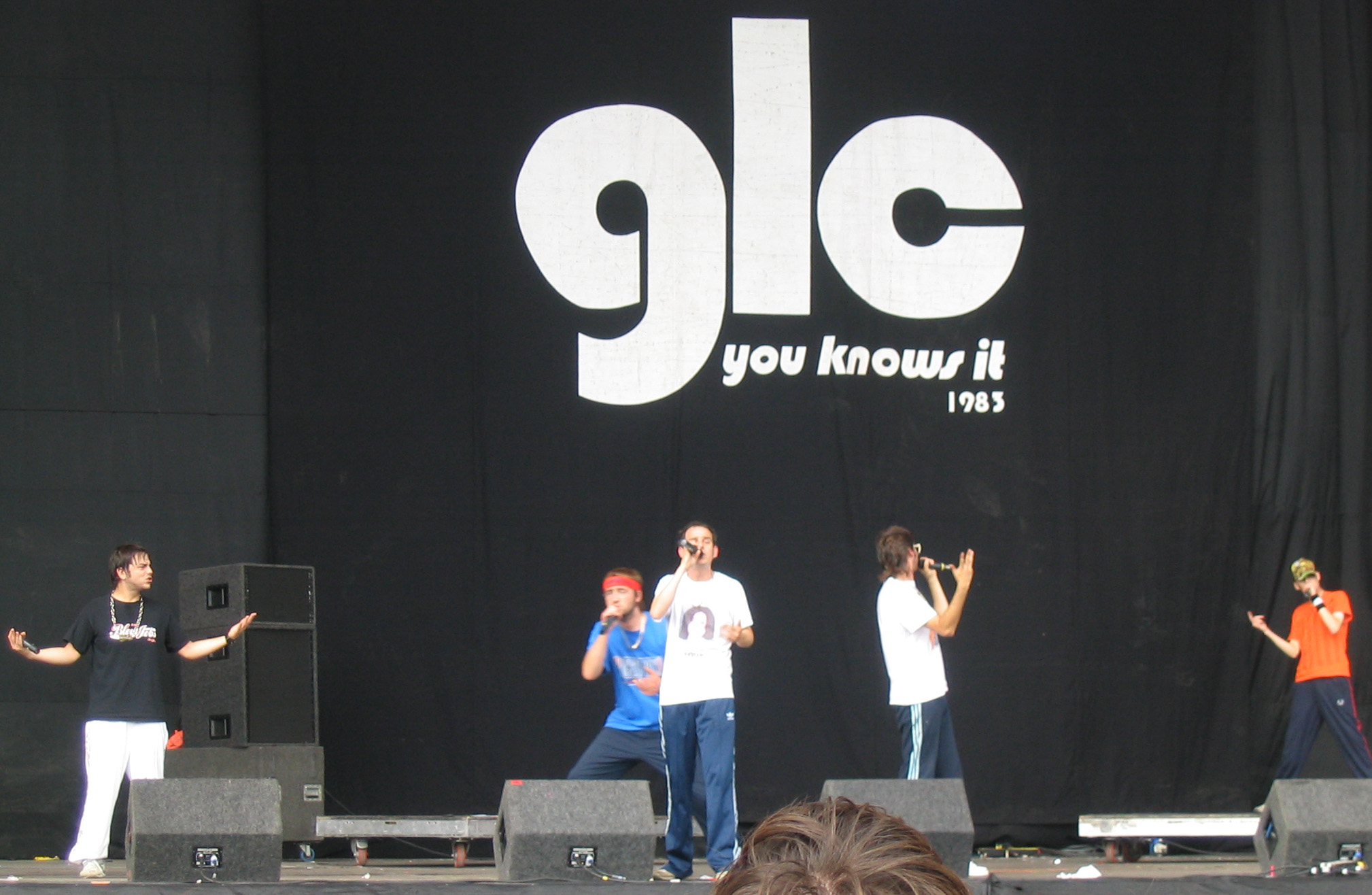
Les Goldie Lookin Chain sont un exemple du côté plus soft du hip-hop britannique.

Comme aux États-Unis, le hip-hop britannique est lancé grâce au graffiti et au breakdance, puis se développe à travers le DJing et le rap lors de soirées. Contrairement aux États-Unis, le public de la scène hip-hop britannique est multiraciale à son point initial. Cela est partiellement dû au fait que les groupes ethniques ne vivaient pas en retrait du reste de la population locale. Ces lieux permettaient aux jeunes de partager différentes cultures et musiques comme le hip-hop.
Kinetic Effect participe activement à la scène au début des années 1980 et devient membre du groupe 2 the Top sous le nom de D-Koy. En 1981, il fait équipe avec Insane Macbeth pour l'enregistrement de Borderin' Insanity, publié en 1993 et vendu en édition limitée (500 exemplaires). En 1995, Kinetic Effect enregistre Man Bites Dog/The Effect of Fear. Leur chanson The Rhythm I Give ‘Em atteint le classement musical UK Top 10 Hip Hop. D'autres rappeurs notables de cette époque sont London Rhyme Syndicate, Cash Crew, Shogun MC, Hijack, MC Untouchable et Dee Lawal. D'autres groupes et styles émergent depuis la scène locale, et de nouveaux genres commencent à les décrire - comme Massive Attack avec le trip hop, ou Galliano, Us3 et Urban Species avec l'acid jazz.
En 1987, Positive Beat Records fait paraître le single de Rocky X and D-D Dance. En 1988, Rapski fait paraître The Connection en format vinyle. La chanson issue de l'album Known 2 Be Down est un premier exemple de mélange hip-hop et reggae dans un style londonien.

### Nouvelle génération
Une nouvelle génération d'artistes émerge à l'aube du millénaire et recense notamment Jehst, Idyllic, Nicky Spesh, Its Getting Rough Bion, Whitecoat, Ricta, Foreign Beggars et Usmaan.
Dans le même temps, un nouveau style de musique électronique émerge au début des années 2000 inspirée par le UK Garage, la dancehall, et le hip-hop américain. Le nouveau genre est appelé grime (parfois eskibeat ou sublow) est surpasse le hip-hop britannique en matière de popularité et de conscience. Des artistes notables de grime peuvent inlure Stormzy, Dizzee Rascal, Wiley, Kano, Lethal Bizzle, Tinchy Stryder, Skepta, JME, Jammer, Ghetts et Devlin. La musique grime semble être un succès initiale aux États-Unis avec Wiley, Kano et Dizzee Rascal.
Le milieu des années 2000 accueille mal le genre car considéré comme un « style gangsterisé du hip-hop » par des politiques tels que David Blunkett, diabolisant le hip-hop britannique. Des albums tels que Pow! (Forward) publié en 2005 au label Lethal Bizzle se réfère aux armes et se voit donc bannir des radios. Selon le gouvernement, le hip-hop glorifie souvent les armes et la violence. Dizzee Rascal rétorque en expliquant que sa musique n'était qu'« un problème uniquement pour Anthony Blair ». Cependant, d'autres artistes britanniques expliquent que le hip-hop britannique ne devrait pas être associé aux maux du grime et du hip-hop américain. Le hip-hop britannique, comme l'explique Roots Manuva, « est plus sain » que ne l'est le hip-hop américain.
Au tournant de la décennie, la musique grime commence à dominer les classements britanniques. Des artistes et groupes comme N-Dubz, Tinchy Stryder et Chipmunk émergent en 2009 et se popularisent dans le marché. Tinchy Stryder fait paraître deux titres classés numéro un : Number 1 et Never Leave You, puis devient le premier musicien britannique solo le plus rentable en 2009. L'année suivante, le succès est conservé avec des artistes comme Professor Green et Tinie Tempah. Le premier album de Tinie Tempah, Disc-Overy atteint la première place des classements et est certifié disque de platine le 1er mars 2011.